# 4-ヒドロキシテストステロン
4-ヒドロキシテストステロン(4-Hydroxytestosterone)は、アナボリックステロイドの1つである。4位がヒドロキシ基に置換したテストステロン
である。1955年にサールによって初めて特許が取られた。4-ヒドロキシテストステロンは、穏やかに同化され、軽度のアンドロゲン作用を持ち、反芳香性があり、ステロイドのクロステボルに似る。